# ديك ميرفي (لاعب كرة قاعدة)
ديك ميرفي (بالإنجليزية: Dick Murphy)‏ هو لاعب كرة قاعدة أمريكي، ولد في 25 أكتوبر 1931 في سينسيناتي في الولايات المتحدة.

## وصلات خارجية
- ديك ميرفي على موقعبيزبول رفرنس.كوم (الدوري الرئيسي) (الإنجليزية)